# Rösjön (Askersunds socken, Närke, 652270-144043)
Rösjön är en sjö i Askersunds kommun i Närke och ingår i Motala ströms huvudavrinningsområde.